# 圆石滩
圆石滩（英語：Pebble Beach）是美国加利福尼亚州蒙特雷县的一个未建制社区，地处蒙特雷半岛西南岸，为一海滨度假胜地，是著名的圓石灘高爾夫球場的所在地。